# Wiktor Drożdż
Wiktor Drożdż (Dróżdż) (ur. 22 września 1908 w Sosnowcu, zm. 21 września 1980) – polski działacz partyjny i państwowy, związkowiec, poseł do Krajowej Rady Narodowej (1945–1947), podsekretarz stanu w Ministerstwie Przemysłu Chemicznego (1953–1959).

## Życiorys
Syn Józefa i Anny. Zdobył wykształcenie podstawowe. Z zawodu hutnik szkła, od szesnastego roku życia pracował w tym zawodzie w hutach w różnych częściach Polski. Od 1935 do 1939 był sekretarzem oddziału Centralnego Związku Robotników Przemysłu Chemicznego. Od 1930 działał w Komunistycznym Związku Młodzieży Polski, a od 1930 do 1938 w Komunistycznej Partii Polski.
Od 1944 należał do Polskiej Partii Robotniczej, następnie w szeregach Polskiej Zjednoczonej Partii Robotniczej (był m.in. członkiem Komitetu Wojewódzkiego PPR/PZPR w Katowicach i członkiem plenum Komitetu Miejskiego w Tomaszowie Mazowieckim). Został sekretarzem Okręgowej Komisji Związków Zawodowych w Katowicach (1945), szefem Związku Zawodowego Pracowników Przemysłu Chemicznego w Katowicach (1945–1950) oraz członkiem Wydziału Wykonawczego Centralnego Komitetu (1945–1949), szefem Wydziału Ochrony Pracy (1950–1951) i sekretarzem (1951–1953) Centralnej Rady Związków Zawodowych. Z rekomendacji tej ostatniej od 29 grudnia 1945 do stycznia 1947 zasiadał w Krajowej Radzie Narodowej.
W latach 1950–1954 członek Komisji Specjalnej do Walki z Nadużyciami i Szkodnictwem Gospodarczym. Od 1950 do 1953 zasiadał w Wojewódzkiej Radzie Narodowej w Katowicach. Od stycznia 1953 do lutego 1959 podsekretarz stanu w Ministerstwie Przemysłu Chemicznego, następnie od 1959 do 1968 dyrektor naczelny Tomaszowskich Zakładów Włókien Sztucznych. W 1964 ukarany naganą partyjną za przyjęcie broszur wymierzonych w PZPR.
Został pochowany na Cmentarzu Wojskowym na Powązkach.